# Oeiras
Oeiras – miejscowość w Portugalii, leżąca w dystrykcie Lizbona, w regionie Lizbona w podregionie Grande Lisboa.

## Krótki opis
Miejscowość jest siedzibą gminy o tej samej nazwie. W mieście znajduje się stacja kolejowa Oeiras. W Oeiras corocznie odbywa się turniej tenisowy Portugal Open.

## Klimat
| Miesiąc | Sty  | Lut  | Mar  | Kwi  | Maj  | Cze  | Lip  | Sie  | Wrz  | Paź  | Lis  | Gru  | Roczna |
| --- | ---- | ---- | ---- | ---- | ---- | ---- | ---- | ---- | ---- | ---- | ---- | ---- | ------ |
| Średnie temperatury w dzień [°C]                                                                                  | 14.6 | 15.1 | 16.7 | 18.1 | 20.9 | 24.0 | 26.4 | 27.0 | 25.8 | 22.0 | 17.9 | 15.1 | 20,3   |
| Średnie dobowe temperatury [°C]                                                                                   | 11.1 | 11.8 | 12.8 | 14.0 | 16.3 | 19.2 | 21.3 | 21.8 | 20.8 | 17.8 | 14.2 | 11.8 | 16,0   |
| Średnie temperatury w nocy [°C]                                                                                   | 7.6  | 8.4  | 9.0  | 10.0 | 11.7 | 14.4 | 16.2 | 16.6 | 15.8 | 13.5 | 10.4 | 8.4  | 11,8   |
| Opady [mm] | 94.6 | 92.9 | 59.9 | 58.8 | 38.5 | 16.7 | 3.8  | 5.6  | 18.1 | 70.4 | 110  | 96.0 | 665    |
| Źródło: IPMA / Oeiras (38°42′00″N 9°19′00″W/38,700000 -9,316667, wysokość 50 m n.p.m., 2 km od oceanu, 1961-1990) |      |      |      |      |      |      |      |      |      |      |      |      |        |

## Demografia
| Liczba ludności gminy Oeiras (1801–2011) | Liczba ludności gminy Oeiras (1801–2011) | Liczba ludności gminy Oeiras (1801–2011) | Liczba ludności gminy Oeiras (1801–2011) | Liczba ludności gminy Oeiras (1801–2011) | Liczba ludności gminy Oeiras (1801–2011) | Liczba ludności gminy Oeiras (1801–2011) | Liczba ludności gminy Oeiras (1801–2011) | Liczba ludności gminy Oeiras (1801–2011) | Liczba ludności gminy Oeiras (1801–2011) |
| ---------------------------------------- | ---------------------------------------- | ---------------------------------------- | ---------------------------------------- | ---------------------------------------- | ---------------------------------------- | ---------------------------------------- | ---------------------------------------- | ---------------------------------------- | ---------------------------------------- |
| 1801                                     | 1849                                     | 1900                                     | 1930                                     | 1960                                     | 1981                                     | 1991                                     | 2001                                     | 2004                                     | 2011                                     |
| 6 069                                    | 5 072                                    | 10 447                                   | 29 440                                   | 94 255                                   | 149 328                                  | 151 342                                  | 162 128                                  | 168 475                                  | 172 120                                  |

## Sołectwa
Sołectwa gminy Oeiras (ludność wg stanu na 2011 r.)
- Algés (22 273 osoby)
- Barcarena (13 861)
- Carnaxide (25 911)
- Caxias (9007)
- Cruz Quebrada-Dafundo (6393)
- Linda-a-Velha (19 999)
- Oeiras e São Julião da Barra (33 827)
- Paço de Arcos (15 315)
- Porto Salvo (15 157)
- Queijas (10 377)